# إليك تالبوت
إليك تالبوت (بالإنجليزية: Alec Talbot)‏ (13 يوليو 1902 في المملكة المتحدة - 13 أغسطس 1975 في المملكة المتحدة) هو لاعب كرة قدم بريطاني (وحمل سابقاً جنسية المملكة المتحدة لبريطانيا العظمى وأيرلندا) في مركزي الوسط وقلب الدفاع. لعب مع أستون فيلا.